# Zastava Francuske Gijane
Zastava Francuske Gijane, francuskog prekomorskog departmana u Južnoj Americi, je francuska nacionalna zastava. Francuska zastava kao službena zastava Francuske Gvajane prvi puta je istaknuta 20. svibnja 1794. dok je službeno uvedena 5. ožujka 1848.
Od 29. siječnja 2010. Opće vijeće Francuske Gvajane usvojilo je uvođenje nove zastave. Tako je Francuska Gvajana dobila vlastitu zastavu. Ta zastava podijeljena je po dijagonali, gdje je gornji dio zelene a donji dio žute boje. U sredini se nalazi zvijezda petokraka. Zelena boja predstavlja šume, a žuta boja zlato i druge minerale, ukratko boje prikazuju znamenitosti te francuske regije. Crvena zvijezda predstavlja socijalizam, odnosno socijalističku orijentaciju zemlje. 
Ta zastava ujedno je i zastava Gvajanske Unije. Dizajnom, zastava je veoma slična zastavi brazilske države Acre.
Trenutno je to zastava pokreta za nezavisnost te ima simboličnu vrijednost, tako da se kao službena zastava Francuske Gvajane koristi francuska zastava. 
Također, postoji i regionalna zastava Francuske Gvajane. Ta zastava je bijele boje s logotipom u sredini te je iznad logotipa napisana riječ GUYANNE, a ispod njega LA RÉGION, odnosno Gvajanska regija.